# Manfred Dziobaka
Manfred Dziobaka (* 8. Februar 1954) ist ein deutscher ehemaliger Fußballspieler.
Dziobaka begann seine fußballerische Karriere beim FC Südstern Karlsruhe, von dem aus er zum Karlsruher SC wechselte. In der Jugend und bei den Amateuren eingesetzt, bestritt er in der Saison 1971/1972 auch vier Spiele in der damals zweitklassigen Fußball-Regionalliga Süd. Nachdem sich der Stürmer, der auch im offensiven Mittelfeld eingesetzt wurde, nicht durchsetzen konnte, wechselte er nach Abschluss der Saison zum VfB Knielingen und spielte später bei weiteren Vereinen aus dem nordbadischen Raum in unterklassigen Ligen: beim 1. FC Pforzheim, FC Rastatt 04, FV 09 Weinheim, Alemannia Eggenstein, SV Weingarten, SV Langensteinbach und SW Mühlburg.